# Balatum

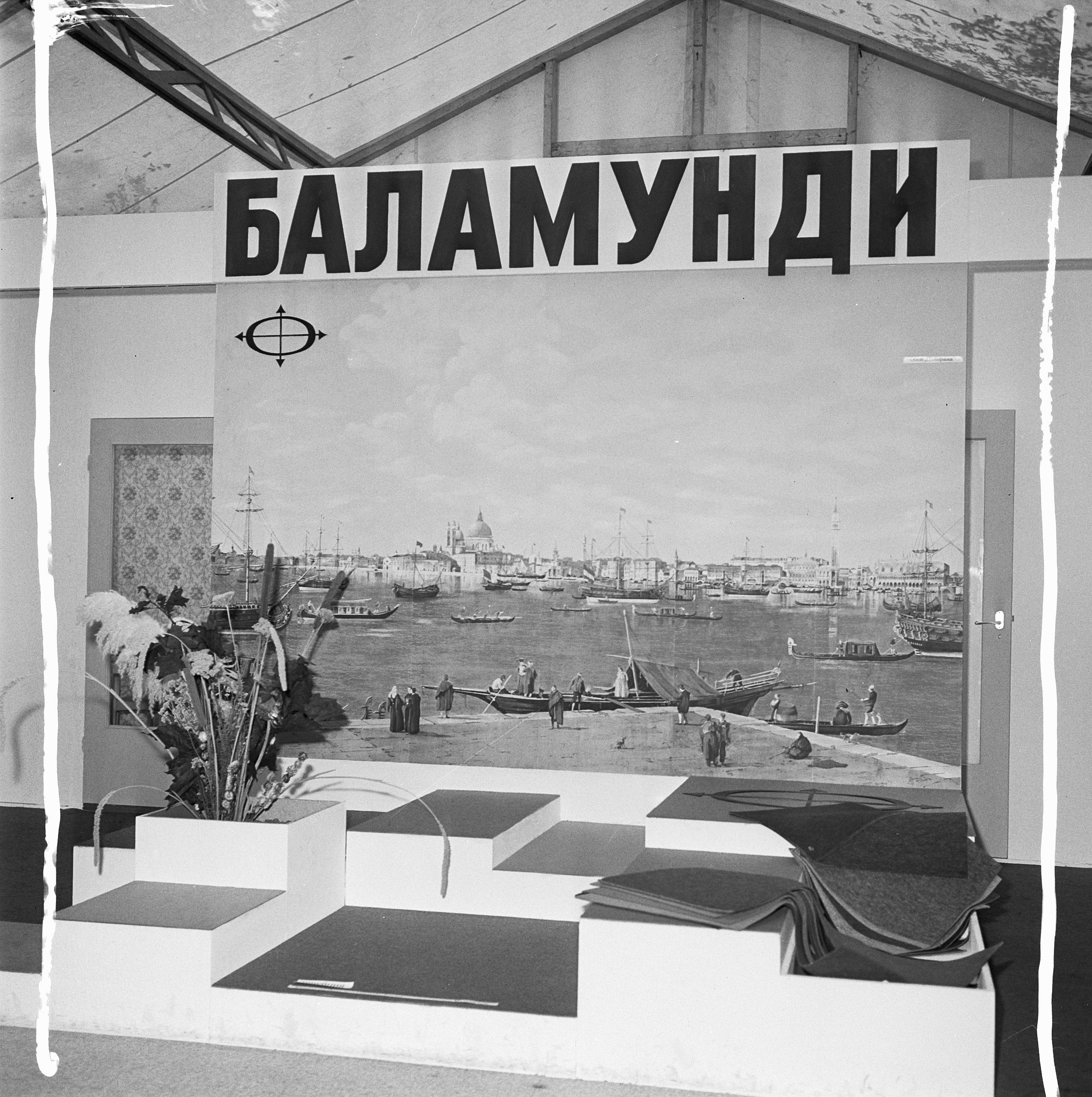
Presentatie van Balamundi vloerbedekking in 1970 op een beurs te Moskou

Balatum is een gladde vloerbedekking opgebouwd uit met bitumen geïmpregneerd vilt en voorzien van een decoratief bedrukte slijtvaste bovenlaag. Het product werd in de jaren 1920 ontwikkeld en geproduceerd door de Manufacture du Nord Balatum te Baisieux in Noord-Frankrijk, opgericht in 1923 door drie industriëlen waaronder Auguste Lannoye, eigenaar van Papeteries de Genval. Product en naam werden door een patent beschermd. Balatum dat in rollen verkocht werd kende zijn grootste populariteit in het midden van de twintigste eeuw toen het een goedkoop en makkelijker aan te brengen alternatief vormde voor linoleum en andere vaste vloerbedekking.

## Balatum Nederland
In 1926 besloot de importeur van balatum in Nederland, M.A.S. Nolte te Amsterdam, om in Nederland met een eigen productie te starten. Hiertoe nam hij het fabrieksgebouw van tapijtfabriek 'Trio' aan de Havenstraat in Huizen over, waar aanvankelijk met eenvoudige hulpmiddelen een deel van de binnenlandse afzet werd vervaardigd. Huizen was een goede locatie, de overheid voerde een actief beleid om de verdwenen arbeidsplaatsen door het afsluiten van de Zuiderzee te vervangen met nieuwe activiteiten. In de fabriek werd het basismateriaal, het papiervilt uit België geïmporteerd, verder verwerkt tot kant en klare producten. De fabriek raakte al na een paar jaar in problemen: de voorraad was te groot en de afzet door de crisis zodanig teruggelopen dat het bedrijf van november 1931 tot eind 1932 stopgezet werd.
In 1934 viel het besluit ook in Huizen vilt te gaan produceren. Via de haven kwamen de grondstoffen binnen, zoals vodden, hout, bitumen en steenkool voor de elektriciteitscentrale. In 1935 kwam een eigen viltfabriek tot stand. De aangevoerde vodden werden gesorteerd en in kleine stukjes gesneden. Het hout was nodig voor de cellulose, het hout werd versnipperd en vervolgens gekookt. De cellulose en de vodden werden bij elkaar gevoegd tot een egaal mengsel van textiel en hout. Deze natte brei werd uitgesmeerd op een metalenband met een fijn roosters, het water viel naar beneden en via warme rollers werd het geheel gedroogd tot vilt. Bij dit proces, met name voor het drogen, was veel warmte nodig. Er werden stoomketels bij de fabriek geplaatst, de stoom werd gebruikt bij het verwarmen van de rollers maar ook voor de opwekking van elektriciteit. Het vilt werd vervolgens geïmpregneerd met bitumen en aan de onderzijde werd een verflaag aangebracht. De bovenzijde werd bedrukt met een dessin en afgewerkt met een slijtvaste blanke lak. Bij de expeditie werden de rollen op de gewenste maat afgesneden, opgerold en verzendklaar gemaakt.

## Balamundi Nederland
De naoorlogse wederopbouw, welvaart- en bevolkingsgroei leidden tot nieuwe expansie. Tevens werden er nieuwe producten ontwikkeld op basis van kunststoffen. In 1961 werd een pvc-fabriek in gebruik genomen. In 1962 veranderde de naam van het bedrijf in Balamundi Nederland, omdat de Nederlandse onderneming deel was gaan uitmaken van een wereldwijd conglomeraat dat zijn hoofdzetel in Luxemburg had. Bovendien onderstreepte de naamsverandering dat het product balatum nog slechts een van de vele woon- en interieurproducten was die het bedrijf leverde. In 1972 werd ook de nieuwe bedrijfsnaam BN International (BNI) ingevoerd. 
Er werkten in de jaren 1960 in Huizen circa 900 man. Om in de dringende behoefte aan arbeidskrachten te voorzien trok de onderneming veel gastarbeiders aan. Begin jaren 1970 zette de neergang in. In 1972 werden 22 van de 760 arbeidskrachten ontslagen, in 1974 was er werktijdverkorting voor 370 van de 650 werklieden en in 1975 werden van de 580 overgeblevenen weer 50 man ontslagen. 
De vloerbedekking verdween uit de collectie en de focus werd verlegd naar behang en andere wandbekleding. In 2024 ging BNI failliet en verloren ongeveer 120 medewerkers hun baan.